# Stăncuța
Stăncuța è un comune della Romania di 3 696 abitanti, ubicato nel distretto di Brăila, nella regione storica della Muntenia.
Il comune è formato dall'unione di 4 villaggi: Cuza Vodă, Polizești, Stanca, Stăncuța.